# Magie (Neopaganismus)

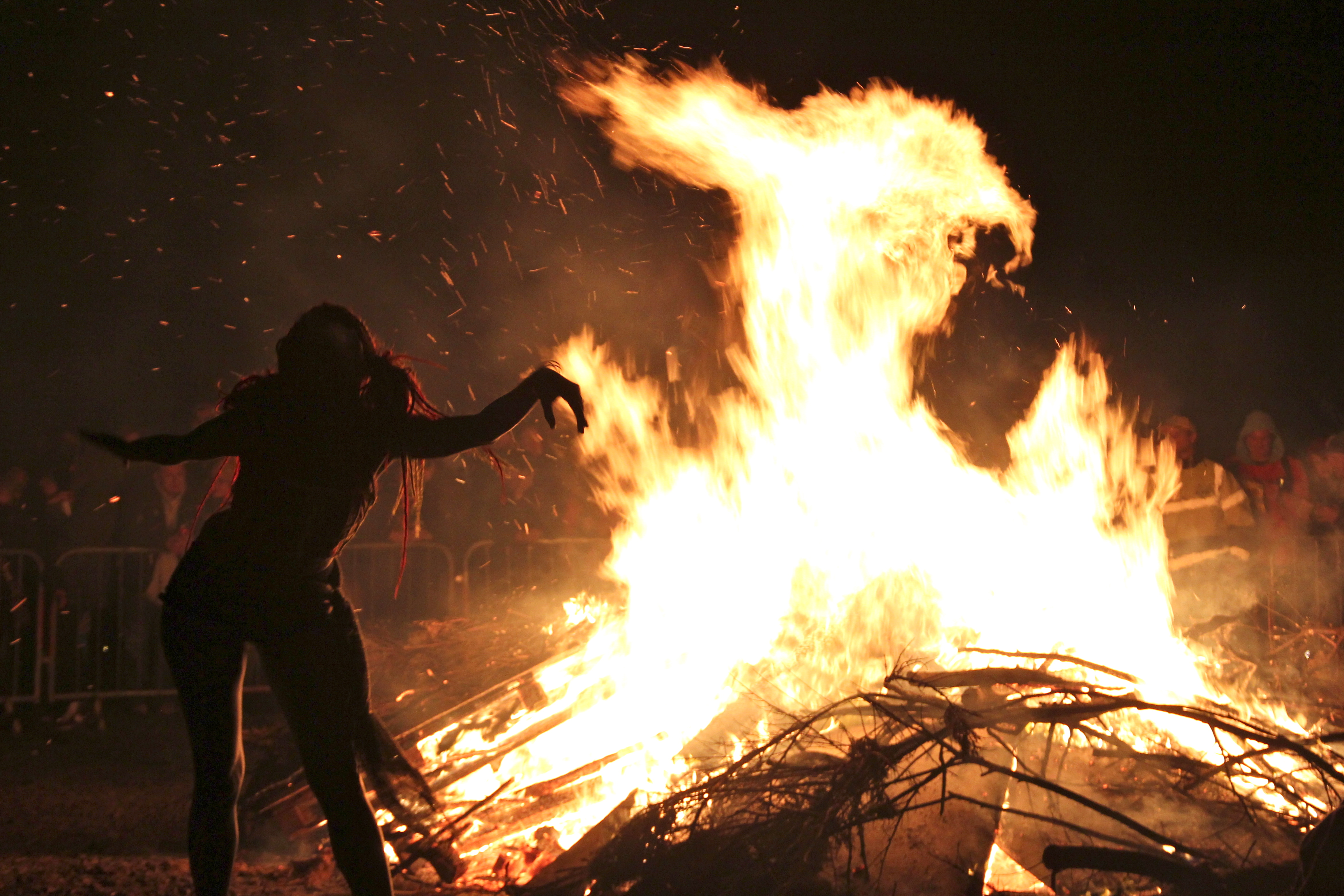
Hexe bei einem magischen Ritual zum Jahreskreisfest Beltane

Magie, im Englischen auch Magick, ist die Bezeichnung für das aktive Ausüben einer Naturreligion oder zeremonialmagischer Tradition, heute meist des Hexentums oder Wicca.

## Etymologie
Erstmals hat der britische Okkultist Aleister Crowley das Wort Magick mit einem 'ck' statt einem 'c' geschrieben, um den Unterschied zwischen echter Magie und übernatürlicher Magie, wie sie beispielsweise in Fantasy-Literatur dargestellt wird, darzustellen und die beiden Begriffe voneinander abzugrenzen. Crowley definierte Magie wie folgt:
„[Magie ist] die Kunst und Wissenschaft, die Welt in Übereinstimmung mit dem Willen zu formen.“
Diese Definition wurde von vielen Autoren, nicht zuletzt Gerald Gardner, aufgegriffen und teils abgewandelt oder ergänzt. Eine heute sehr geläufige Definition für das Wort Magie lautet wie folgt:
„Magie ist die Kunst und die Wissenschaft, mit Hilfe veränderter Bewusstseinszustände im Einklang mit dem Willen Veränderungen herbeizuführen.“

## Wirkungsweise
Echte Magie (Magick) ist im Gegensatz zu Fantasy-Magie (Magic) nichts Übernatürliches. Sie verstößt weder gegen die Regeln der Naturwissenschaften noch wird sie genutzt, um irgendwelche übernatürlichen Handlungen zu vollbringen. Es lassen sich im Wesentlichen drei Punkte bestimmen, die echte Magie klar von Fantasy-Magie unterscheiden:
- Magie folgt den Gesetzmäßigkeiten der Naturwissenschaften und kann sich diesen nicht widersetzen.
- Magie arbeitet mit dem eigenen Unterbewusstsein, weshalb man durch sie nur Dinge verändern kann, auf die man wenigstens indirekt einen Einfluss hat.
- Magie verlangt aktive Mitarbeit und Hingabe; nur wer weiß, was er tut, wird auch Erfolg damit haben.

Viele in der Magie verwendete Techniken, wie beispielsweise das Visualisieren, basieren auf psychologischen oder meditativen Techniken. Darüber hinaus werden – vor allem in Hexentum und Wicca – auch bestimmte rituelle Handlungen und Festtage dem Ausüben der Magie gewidmet. Ein bekanntes Beispiel ist hier das Herabziehen des Mondes.